# Tusker Football Club
Il Tusker Football Club è una società calcistica con sede a Nairobi in Kenya.
Fondato nel 1970, il club milita nella Kenyan Premier League.

## Palmarès

### Competizioni nazionali
- Kenyan Premier League: 13

1972, 1977, 1978, 1994, 1996, 1999, 2000, 2007, 2011, 2012, 2016, 2021, 2022
- Kenyan President's Cup: 3

1975, 1989, 1993
- Kenyan Super Cup: 1

2012

### Competizioni internazionali
- Coppa Kagame Inter-Club: 3

1988, 1989, 2008

### Altri piazzamenti
- Kenyan Premier League:

Terzo posto: 2010, 2014, 2018
- Coppa CAF:

Semifinalista: 1996
- Coppa Kagame Inter-Club:

Finalista: 1997

## Stadio
Il club gioca le gare casalinghe al Moi International Sports Centre che ha una capacità di 60000 posti a sedere.